# Lotokotowate
Lotokotowate (Cynocephalidae) – rodzina ssaków z rzędu latawców (Dermoptera). Lotokotowate nie są lemurami i nie latają, lecz szybują. Ze względu na podobieństwa zaliczane były dawniej do nietoperzy.

## Zasięg występowania
Przedstawiciele tej rodziny zamieszkują lasy deszczowe południowo-wschodniej Azji łącznie z Filipinami.

## Charakterystyka
Ssaki te są dość zagadkową grupą zwierząt. Są to zwierzęta wielkości kota (30–40 cm długości), nadrzewne i roślinożerne. Osiągają 1–2 kg masy ciała. Ich cechą charakterystyczną jest obszerny fałd skórny rozpięty między kończynami i stanowiący powierzchnię nośną, którą wykorzystują przy przeskakiwaniu z drzewa na drzewo. Ten fałd skórny tworzą dwie warstwy owłosionej skóry. Dzięki takiemu przystosowaniu lotokotowate są zdolne do wykonywania lotów ślizgowych na odległość kilkudziesięciu metrów przy niewielkiej utracie wysokości. Rekordowy lot wynosił 136 m. Lotokotowate prowadzą nocny tryb życia. Dzień spędzają w dziuplach. Ciąża trwa 2 miesiące. Samica rodzi 1–2 młode.

## Systematyka
Lotokotowate stanowią grupę siostrzaną z tupajowatymi i są blisko spokrewnione z naczelnymi.
Do rodziny należą dwa występujące współcześnie rodzaje wraz z gatunkami:
- Cynocephalus Boddaert, 1768 – lotokot – jedynym przedstawicielem jest Cynocephalus volans (Linnaeus, 1758) – lotokot filipiński
- Galeopterus O. Thomas, 1908 – łasicolot – jedynym przedstawicielem jest Galeopterus variegatus (Audebert, 1799) – łasicolot malajski

Opisano również rodzaj wymarły:
- Dermotherium Ducrocq, Buffetaut, Tong, Jaeger, Yongkanjanasoontorn & Suteethorn, 1992